# Circondario di Interlaken-Oberhasli
Il circondario di Interlaken-Oberhasli (ufficialmente in tedesco Verwaltungskreis Interlaken-Oberhasli, circondario amministrativo di Interlaken-Oberhasli) è uno dei circondari in cui è suddiviso il Canton Berna, in Svizzera; si trova nella regione dell'Oberland.

## Storia
Il circondario amministrativo fu creato il 1º gennaio 2010, nell'ambito della riforma amministrativa del Canton Berna. È andato a sostituire il precedente distretto di Interlaken e parte di quello di Oberhasli.

## Suddivisione
Il circondario amministrativo è suddiviso in 28 comuni:
| Stemma                    | Nome                      |
| ------------------------- | ------------------------- |
| Beatenberg                | Beatenberg                |
| Bönigen                   | Bönigen                   |
| Brienz                    | Brienz                    |
| Brienzwiler               | Brienzwiler               |
| Därligen                  | Därligen                  |
| Grindelwald               | Grindelwald               |
| Gsteigwiler               | Gsteigwiler               |
| Gündlischwand             | Gündlischwand             |
| Guttannen                 | Guttannen                 |
| Habkern                   | Habkern                   |
| Hasliberg                 | Hasliberg                 |
| Hofstetten bei Brienz     | Hofstetten bei Brienz     |
| Innertkirchen             | Innertkirchen             |
| Interlaken                | Interlaken                |
| Iseltwald                 | Iseltwald                 |
| Lauterbrunnen             | Lauterbrunnen             |
| Leissigen                 | Leissigen                 |
| Lütschental               | Lütschental               |
| Matten bei Interlaken     | Matten bei Interlaken     |
| Meiringen                 | Meiringen                 |
| Niederried bei Interlaken | Niederried bei Interlaken |
| Oberried am Brienzersee   | Oberried am Brienzersee   |
| Ringgenberg               | Ringgenberg               |
| Saxeten                   | Saxeten                   |
| Schattenhalb              | Schattenhalb              |
| Schwanden bei Brienz      | Schwanden bei Brienz      |
| Unterseen                 | Unterseen                 |
| Wilderswil                | Wilderswil                |
|                           | Totale (28)               |

### Fusioni
- 2014: Gadmen, Innertkirchen → Innertkirchen